# Andrea Bocelli

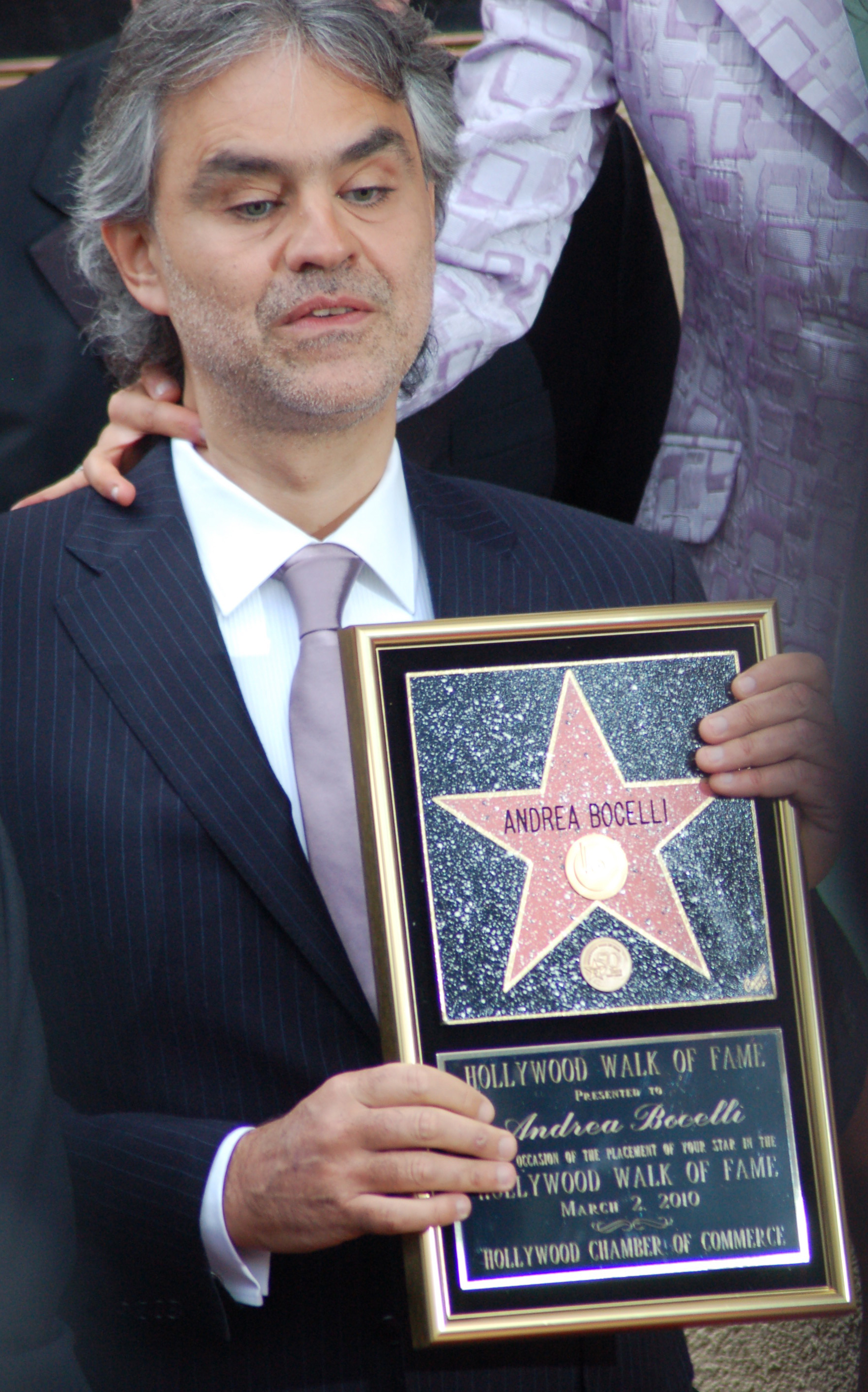
Andrea Bocelli primind o stea pe Walk of Fame

Andrea Bocelli, OMRI (n. 22 septembrie 1958) este un tenor italian de pop opera și cântăreț de operă. A înregistrat cincisprezece albume de studio, atât cu muzică clasică cât și pop, alte trei compilații cu cele mai bune cântece și douăsprezece albume de operă înregistrate (La bohème, Il trovatore, Werther, Pagliacci, Cavalleria rusticana, Carmen, Tosca, Andrea Chénier, Roméo et Juliette, Manon Lescaut, Turandot și Aida), toate acestea fiind vândute în peste 75 de milioane de exemplare la nivel mondial. 
Născut cu o formă gravă de glaucom, Andrea Bocelli a orbit total la vârsta de 12 ani după un accident în timpul unui joc de fotbal.
Recunoscut ca unul din cei mai populari muzicieni italieni și cântăreți de muzică clasică din lume, Bocelli a fost decorat în 2006 cu Ordinul Național de Merit al Republicii Italiene în grad de Mare Ofițer, iar la data de 2 martie 2010 a primit o stea pe Hollywood Walk of Fame pentru contribuțiile sale în domeniul teatrului.

## Biografie

### Perioada 1958-1992
Bocelli s-a născut și a crescut într-o familie de fermieri. La vârsta de 6 ani a început să ia lecții de pian și apoi de flaut și saxofon. El și-a petrecut toată copilăria însoțit de muzică. A început să ia lecții de pian de la vârsta de șase ani, iar mai târziu a învățat să cânte la flaut, saxofon, trompetă, trombon, harpă, chitară și tobe.
În 1970, la 12 ani, a orbit în urma unei lovituri la cap într-un  meci de fotbal. În același an, a câștigat prima sa competiție muzicală, Margherita d'Oro în Viareggio, cu "O sole mio".
După ce a absolvit școala secundară în anul 1980, a început să studieze Dreptul la Universitatea din Pisa. După ce a obținut titlul de Doctor în Avocatură, a lucrat ca avocat la curtea de justiție din Pisa. Pentru a se întreține, Bocelli a cântat seara în baruri. De asemenea, în 1992, el a urmat o clasă de maeștri cu tenorul italian Franco Corelli.

## Cariera

### 1992-1994
În 1992, starul rock italian Zucchero a înregistrat cu Bocelli un cântec de al sau, Miserere, de pe albumul cu același nume pentru a i-o trimite tenorului italian, maestrul Luciano Pavarotti. După ce l-a auzit pe Bocelli cântând, acesta i-a spus lui Zucchero: „Mulțumesc că ai înregistrat un cântec atât de frumos. Nu ai însă nevoie de mine pentru a-l cânta. Lasă-l pe Andrea să cânte cu tine. Deocamdată pentru acest cântec nu există unul mai bun”.
În februarie 1994 Bocelli a participat la Festivalul de la San Remo la secțiunea Nou veniți cu cântecul Il mare calmo della sera, câștigând. Albumul sau de debut, numit dupa cântec, a fost lansat imediat.

### 1995-1997

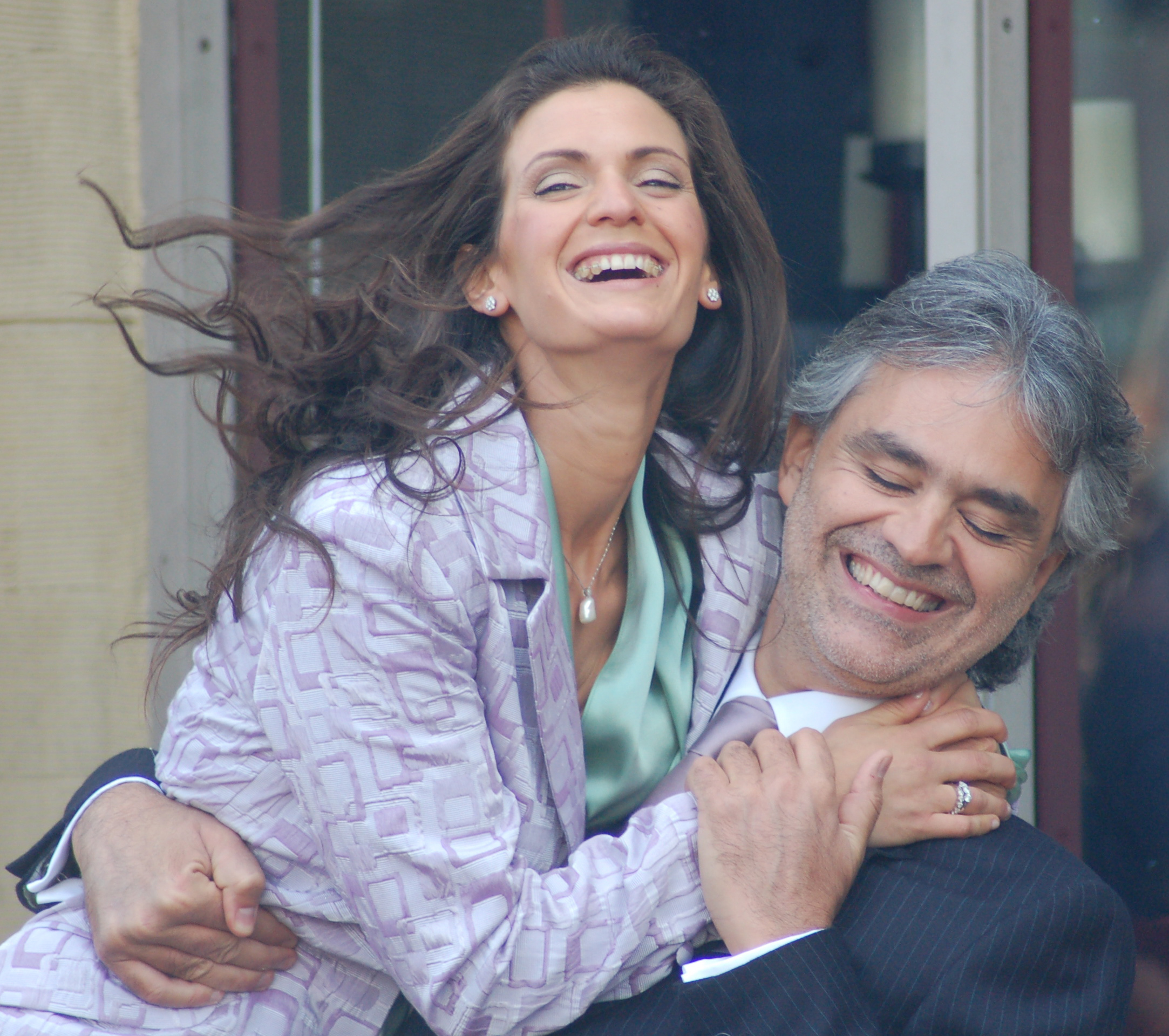
Andrea Bocelli și soția sa Veronica Berti

Drept câștigător al concursului de la San Remo din 1994, Bocelli a fost invitat să cânte iarăși, de data aceasta cântecul „Con te partiró” (Voi pleca cu tine). Acest cântec a apărut și pe albumul său intitulat BOCELLI, care a fost produs de către Mauro Malavasi și lansat în primăvara lui 1995.
În 1996 Bocelli a fost invitat să cânte împreună cu soprana engleză Sarah Brightman pentru campionul mondial la box (IBF) Henry Maske. Sarah Brightman a continuat să cânte cu Bocelli, schimbând titlul cântecului „Con te partiró” în „Time to say goodbye” (E timpul să spunem adio); aceștia l-au reînregistrat împreună cu Orchestra Simfonică din Londra.
O variantă a cântecului „Time to say goodbye” numită „Time to say Hello” este încă în lucru și se pare că urmează să fie lansată în 2009.
Albumul său de debut internațional din 1997, intitulat „Romanza”, lansat în primăvară, i-a extins faima în întreaga lume. La 3 martie 1997 Bocelli a apărut în Hamburg, Germania împreună cu Sarah Brightman pentru a primi premiul ECHO pentru Cel Mai Bun Single al Anului.
În august a luat parte la Festivalul Puccini din Torre del Lago în Italia. Toată vara a ținut 223 de concerte în aer liber în Germania, dar și concerte în sală, ca de exemplu la 31 august în Oberhausen.
La 14 septembrie el a primit în München premiul ECHO Klassik pentru bestseller-ul anului pentru albumul său „Viaggio Italiano”. La 27 septembrie, întors în Bologna, a cântat pentru Papa Ioan Paul al II-lea.

### 1998-1999
Bocelli și-a făcut debutul în operă printr-un rol major, Rodolfo, din La Bohème la Teatrul Comunal din Caliagri.
Pe 19 aprilie, Bocelli a intrat pe piața americană printr-un concert la J.F.K. Center for the Performing Arts în Washington D.C.
În 1998, a fost ales de revista People ca fiind unul din cei 50 cei mai frumoși oameni din lume.

## Discografie

### Albume
| - 1994: Il Mare Calmo della Sera - 1995: Bocelli - 1995: Viaggio Italiano - 1997: Aria – The opera album - 1999: Sogno - 1999: Sacred Arias - 2000: Verdi - 2001: Cieli di Toscana - 2002: Sentimento - 2004: Andrea - 2006: Amore - 2008: Incanto - 2009: My Christmas - 2013: Passione - 2015: Cinema - 2018: Sì | - 1997: Romanza - 2007: The Best of Andrea Bocelli: Vivere - 2014: Opera - The ultimate collection - 2016: Romanza (20th Anniversary Edition) - 2000: Boema (La Bohème) - 2003: Tosca - 2004: Il Trovatore - 2005: Werther - 2006: Paiațe - 2007: Cavalleria rusticana - 2008: Carmen - 2010: Andrea Chénier - 2012: Roméo et Juliette - 2014: Manon Lescaut - 2015: Turandot - 2016: Aida |

### Single-uri
| - 1995: "Vivo per lei" (cu Giorgia) - 1996: "Vivo por ella" (cu Marta Sánchez) - 1996: "Time to Say Goodbye" (cu Sarah Brightman) - 1997: "Ich lebe für sie" (cu Judy Weiss) - 1997: "Je vis pour elle" (cu Helene Segara) - 1999: "The Prayer" (cu Celine Dion) - 2001: "L'Abitudine" (cu Helena Hellwig) - 2006: "Somos Novios (It's Impossible)" (cu Christina Aguilera) - 2006: "Because we believe" (cu Marco Borsato) - 2006: "Ama credi e vai" (cu Gianna Nannini) - 2007: "Dare to live" (cu Laura Pausini) - 2008: "Vive Ya" (cu Laura Pausini) - 2009: "What Child Is This" (cu Mary J. Blige) - 2010: "Bridge over Troubled Water" (cu Mary J. Blige) - 2011: "Vicino a te s'acqueta" (cu Ana Maria Martinez) - 2011: "Au fond du temple saint" (cu Bryn Terfel) - 2011: "New York New York" (cu Tony Bennett) - 2011: "O soave fanciulla" (cu Pretty Yende) - 2011: "Home on the range" (cu Bryn Terfel) - 2013: "Quizás, Quizás, Quizás" (cu Jennifer Lopez) - 2013: "La vie en rose" (cu Edith Piaf) - 2013: "Corcovado - Quite Nights Of Quiet Stars" (cu Nelly Furtado) - 2013: "Anema e core" (cu Caroline Campbell) - 2013: "Love in Portofino" (cu Caroline Campbell) - 2013: "Something Stupid" (cu Veronica Berti) - 2015: "Cheek to Cheek" (cu Veronica Berti) - 2015: "E più ti penso" (cu Ariana Grande) - 2015: "No llores por mi Argentina" (cu Nicole Scherzinger) - 2017: "Perfect symphony" (cu Ed Sheeran) | - 1994: "Il mare calmo della sera" - 1995: "Con te partirò"/"Vivere" - 1995: "Macchine da guerra" - 1995: "Per amore" - 1999: "Ave Maria" - 1999: "Canto della Terra" - 2001: "Melodramma" - 2001: "Mille Lune Mille Onde" - 2004: "Dell'amore non si sa" - 2004: "Un nuovo giorno" - 2009: "White Christmas/Bianco Natale" |

### DVD-uri
- 1998: A Night in Tuscany
- 2000: Sacred Arias: The Home Video
- 2001: Tuscan Skies (Cieli di Toscana)
- 2006: Credo: John Paul II
- 2006: Under the Desert Sky
- 2008: Vivere Live in Tuscany
- 2008:  Incanto The Documentary
- 2009: My Christmas Special
- 2011: Concerto - One Night in Central Park
- 2013: Love in Portofino
- 2016: Cinema